# Now's the Time
Now's the Time è un album in studio del sassofonista jazz statunitense Sonny Rollins, pubblicato nel 1964.

## Tracce
1. Now's the Time (Charlie Parker) – 4:06
2. Blue 'n' Boogie (Dizzy Gillespie, Frank Paparelli) – 5:32
3. I Remember Clifford  (Benny Golson) – 2:36
4. I Remember Clifford [alternate take] (Golson) – 6:04 (Bonus track CD)
5. 52nd Street Theme (Thelonious Monk) – 4:33
6. 52nd Street Theme [alternate take] (Monk) – 14:41 (Bonus track CD)
7. St. Thomas (Sonny Rollins) – 3:58
8. St. Thomas [alternate take] (Rollins) – 3:06 (Bonus track CD)
9. 'Round Midnight (Monk) – 4:02
10. Afternoon in Paris (John Lewis) – 2:46
11. Four (Miles Davis) – 7:15
12. Four [alternate take] (Davis) – 5:53 (Bonus track CD)

## Formazione
- Sonny Rollins – sassofono tenore
- Herbie Hancock – piano (tracce 1, 4–6, 9, 12)
- Thad Jones – corno (4, 5)
- Ron Carter – basso (1, 6–10, 12)
- Bob Cranshaw – basso (2–5, 11)
- Roy McCurdy – batteria